# هيو ستيوارت
هيو ستيوارت (بالإنجليزية: Hugh Stewart)‏ هو لاعب كرة مضرب أمريكي، ولد في 24 مايو 1928 في لوس أنجلوس في الولايات المتحدة.

## وصلات خارجية
- هيو ستيوارت على موقع رابطة محترفي التنس (الإنجليزية)
- هيو ستيوارت على موقع الاتحاد الدولي لكرة المضرب (الإنجليزية)
- هيو ستيوارت على موقع كأس ديفيز (الإنجليزية)
- هيو ستيوارت على موقع بطولة ويمبلدون (الإنجليزية)